# 鈴木重兼
鈴木重兼（すずきしげかね，天文9年（1540）？－天正17年（1589）？）鐵砲用兵集團雜賀眾頭領鈴木佐大夫的長子。別名義方、良固。由於居住在平井鄉，故也稱平井孫一（ひらい まごいち）。弟弟鈴木重秀、鈴木重朝（一說是外甥）。
重兼負責處理集團內政務方面事務，向心力頗強，受人稱羨。但體弱多病，後交由弟弟重秀全權負責。

## 關連項目
- 鈴木氏